# Emil Hoppe
Pour les articles homonymes, voir Hoppe.
Emil Hoppe, né à Vienne (Autriche-Hongrie) le 2 avril 1876 et mort dans cette ville le 14 août 1957, est un architecte autrichien.